# Marc López
Marc López (n. 31 iulie 1982, Barcelona, Catalonia, Spania) este un jucător de tenis ce a reprezentat Spania, medaliat olimpic. A participat la 2 ediții ale Jocurilor Olimpice (2012, 2016) în care a câștigat o medalie de aur.